# El regreso de las golondrinas
El regreso de las golondrinas (en chino simplificado, 隐入尘烟; pinyin, Yǐn rù chényān) es una película dramática china escrita y dirigida por Li Ruijun. Se estrenó en El Festival de Cine de Berlín, en 2022.  Está rodada en chino mandarín y dura 133 minutos. La película se retiró de las plataformas de vídeo en China el 26 de septiembre de 2022. Los medios de comunicación occidentales como Radio Free Asia informaron que se había prohibido mencionar la película en Weibo. Más tarde, el South China Morning Post informó que la discusión sobre la película no había sido prohibida en las redes sociales chinas, pero no se había aclarado el motivo de la eliminación de la película de los servicios de transmisión. Otras fuentes informaron más tarde que las publicaciones sobre la película fueron bloqueadas en Weibo, lo que sugiere que había una prohibición de mencionar la película. Antes de su retirada, estaba disponible una versión de la película con un final alternativo.

## Sinopsis
La historia sigue las vidas de Ma Youtie y Cao Guiying en la zona rural de Gansu durante el año 2011. Guiying es discapacitada, incontinente e infértil, y ha sido maltratada por su familia, y ha pasado la edad normal en la que normalmente se espera que las mujeres se casen en la China rural. Sus familias arreglan su matrimonio y desarrollan cierta cercanía emocional y ternura. Llevan una vida sencilla cultivando con su burro.

## Controversia
La película se estrenó en julio de 2022 en China y en la primera semana de septiembre se clasificó como la película con más éxito en los cines chinos. Casi 1,5 millones de espectadores habían visto la película en los cines chinos. Dos semanas después, la película se eliminó de los cines y de las plataformas de vídeo chinas. El gobierno no explicó la causa de la censura por lo que surgieron muchas especulaciones. El éxito de la película fue inesperado para una producción de arte de bajo presupuesto, que al principio pareció pasar desapercibida para las autoridades. Las cifras de taquilla de septiembre podrían haber perjudicado los preparativos del congreso del partido nacional del Partido Comunista Chino en octubre. Este sería el caso, ya que la película retrata un idilio entre campesinos pobres que no quieren mudarse a un departamento en la ciudad y sus aspiraciones están reñidas con la visión sobre el liderazgo chino. La película no presentó ninguna crítica al régimen político chino, pero el artista disidente chino Ai Wei Wei describió la censura como predecible.

## Reparto y equipo
| Ma joven                        | Hai Quing                                     |
| Cao Guiying                     | Wu Renlin                                     |
| Escrito, dirigido y editado por | Li Rui Jun                                    |
| Cinematografía                  | Wang Weihua                                   |
| Música                          | Peyman Yazdanián                              |
| Sonido                          | Wang Changrui                                 |
| Diseño de producción            | Li Ruijun, Han Dahai                          |
| Vestuario                       | Wu Jingyin                                    |
| Maquillaje                      | Wu Jingyin                                    |
| Asistente de dirección          | Li daiqing                                    |
| Jefe de producción              | Zhao Shuai                                    |
| Casting                         | Li RuiQi                                      |
| Productores                     | Zhang Min, Li Yan                             |
| Productor ejecutivo             | Gin-hong                                      |
| Coproductores                   | Sun Yang, Feng Qiong, Wang Tianye, Zhao Yiyan |

## Producción
El elenco y el equipo vivieron en un pueblo remoto en el noroeste de Gansu para rodar la película. Hai Qing, una estrella de cine muy famosa en China, en realidad vivía con Wu Renlin, un hombre local que es un actor no profesional. A Hai le enseñaron las habilidades necesarias para ser agricultor y participó en la construcción de una casa de adobe. Hai también aprendió el dialecto local. Wu normalmente trabaja como agricultor.

## Recepción
En el agregador de reseñas Rotten Tomatoes, la película tiene una puntuación del 95% según 20 reseñas, con una calificación promedio de 7.8/10. Jessica Kiang de Variety describió la película como "un drama absorbente y bellamente enmarcado que hace de la simplicidad una virtud, posiblemente demasiada virtud". Anna Smith de Deadline Hollywood dijo sobre la película: "No siempre es fácil de ver, pero invita a la reflexión con actuaciones bellamente juzgadas que irradian calidez y fomentan la empatía. Sobre Li Ruijun dice que es un talento cinematográfico significativo".

## Premios
- 72 Festival Internacional de Berlín 2022. nominada al Oso de Oro - Mejor película.[16]
- 67.ª Semana de Cine de Valladolid - Seminci 2022 (22-29 octubre) ganadora. Mejor Película - Espiga de Oro.[17]